# ابن عمیره ضبی
ابوجعفر احمد بن یحی بن احمد بن عمیره الضبی (درگذشت ۱۲۰۲ میلادی) مورخ و زندگی‌نامه نویس اندلسی اواخر قرن ۱۲ میلادی در دوران هژمونی اسلام در اسپانیا بود.
اثر مهم او بغیة الملتمس فی تاریخ رجال اهل الاندلس می‌باشد.

## زندگی
آنچه از زندگی او می‌دانیم از متن اثر خودش استخراج شده‌است. در مورد کشور خود چیزی نمی‌گوید، حدس می‌زنیم در روستای ولز که در آنجا با جدش احمد زندگی می‌کرد به دنیا آمد و احمد بن عبدالملک بن عمیره پسر عموی یحیی، پدر نویسنده بود.
اعتقاد بر این است که ضبی بیشتر عمر خود را در مورسیا و لرکا گذرانده‌است. در آنجا از چهارده سالگی نزد محمد بن جعفر بن احمد بن حمید متوفی سال ۵۸۶ هجری قمری تحصیل کرد.
ضبّی به بسیاری از مناطق اسپانیا و آفریقا سفر کرد و از شهرهای سئوتا در اسپانیا و اسکندریه در مصر دیدن کرد و در میان محافل ادبی مورد استقبال قرار گرفت. او در طول سفرهای خود با عبد الحق اشبیلی فیلسوف در بیجایه و همکار دانشنامه نویس و زندگی‌نامه نویس ابوطاهر سلفی در اسکندریه ملاقات کرد.